# Liste von Jazzmusikern nach Epoche und Instrument
Ein Jazzmusiker oder eine Jazzmusikerin spielt oder singt Jazz-Musik. Jazzmusiker sollten kreativ improvisieren können, eine ausgeprägte rhythmische Begabung und gründliche harmonische Kenntnisse besitzen.

## Einige der berühmtesten Jazz-Musiker
- Louis Armstrong (1901–1971)
- Ornette Coleman (1930–2015)
- John Coltrane (1926–1967)
- Miles Davis (1926–1991)
- Duke Ellington (1899–1974)
- Ella Fitzgerald (1917–1996)
- Dizzy Gillespie (1917–1993)
- Charlie Parker (1920–1955)
- Oscar Peterson (1925–2007)
- Sun Ra (1914–1993)
- Lester Young (1909–1959)
- Nat King Cole (1919–1965)

## Berühmte Jazzmusiker nach Stilrichtungen in zeitlicher Reihenfolge

### Frühe Jazzmusiker (New Orleans Jazz,Dixieland)
- Louis Armstrong (1901–1971)
- Sidney Bechet (1897–1959)
- Bix Beiderbecke (1903–1931)
- Buddy Bolden (1877–1931)
- Nick LaRocca (1889–1961) und Mitglieder der Original Dixieland Jazz Band
- Jelly Roll Morton (1885–1941)
- Red Nichols (1905–1965)
- Joe “King” Oliver (1885–1938)

### Mittlere Periode (überwiegendSwing)
- Count Basie (1904–1984)
- Cab Calloway (1907–1994)
- Benny Carter (1907–2003)
- Charlie Christian (1916–1942)
- Jimmy Dorsey (1904–1957)
- Tommy Dorsey (1905–1956)
- Duke Ellington (1899–1974)
- Benny Goodman (1909–1986)
- Lionel Hampton (1908–2002)
- Fletcher Henderson (1897–1952)
- Glenn Miller (1904–1944)
- Ozzie Nelson (1906–1975)
- Artie Shaw (1910–2004)
- Art Tatum (1909–1956)
- Fats Waller (1904–1943)
- Lester Young (1909–1959)

### Moderne (u.a.Bebop,Hard Bop,Cool Jazz,Free Jazz)
- Chet Baker (1929–1988)
- Dave Brubeck (1920–2012)
- Ornette Coleman (1930–2015)
- John Coltrane (1926–1967)
- Chick Corea (1941–2021)
- Miles Davis (1926–1991)
- Gil Evans (1912–1988)
- Dizzy Gillespie (1917–1993)
- Gerry Mulligan (1927–1996)
- Charles Mingus (1922–1979)
- Thelonious Monk (1917–1982)
- Charlie Parker (1920–1955)
- Max Roach (1924–2007)
- Sonny Rollins (* 1930)
- Wayne Shorter (1933–2023)
- Cecil Taylor (1929–2018)
- Mal Waldron (1925–2002)

### Zeitgenössische Jazzströmungen (u.a.Modern Creative,Avantgarde Jazz,Post-Bop)
- Don Byron (* 1958)
- Paul Bley (1932–2016)
- James Carter (* 1969)
- Steve Coleman (* 1956)
- Abdullah Ibrahim (* 1934)
- Jan Garbarek (* 1947)
- Keith Jarrett (* 1945)
- Theo Jörgensmann (* 1948)
- Wynton Marsalis (* 1961)
- David Murray (* 1955)
- Paul Motian (1931–2011)
- John Surman (* 1944)
- John Zorn (* 1953)

## Bekannte Jazzmusiker nach Instrumenten

### Akkordeon
- Vera Auer (1919–1996)
- Richard Galliano (* 1950)
- Gil Goldstein (* 1950)
- Mat Mathews (1924–2009)
- Joe Mooney (1911–1975)
- Vincent Peirani (* 1980)
- Erika Stucky (* 1962)
- Art Van Damme (1920–2010)

### Banjo
- Elmer Snowden (1900–1973)
- Johnny St. Cyr (1890–1966)

### Bass
- Victor Bailey (1960–2016)
- Jimmy Blanton (1918–1942)
- Wellman Braud (1891–1966)
- Ray Brown (1926–2002)
- Eddie Calhoun (1921–1993)
- George „Red“ Callender (1916–1992)
- Ron Carter (* 1937)
- Paul Chambers (1935–1969)
- Stanley Clarke (* 1951)
- Anthony Cox (* 1954)
- Israel Crosby (1919–1962)
- Palle Danielsson (1946–2024)
- Alec Dankworth (* 1960)
- Art Davis (1934–2007)
- Isla Eckinger (1939–2021)
- Pops Foster (1892–1969)
- Jimmy Garrison (1934–1976)
- Eddie Gomez (* 1944)
- Henry Grimes (1935–2020)
- Charlie Haden (1937–2014)
- Percy Heath (1923–2005)
- Milton Hinton (1910–2000)
- Dave Holland (* 1946)
- Dieter Ilg (* 1961)
- Bill Johnson (1874–1972)
- Sam Jones (1924–1981)
- Klaus Koch (1936–2000)
- Peter Kowald (1944–2002)
- Abe Laboriel (* 1947)
- Scott LaFaro (1936–1961)
- Bill Lee (1928–2023)
- Dieter Manderscheid (* 1956)
- Cecil McBee (* 1935)
- Christian McBride (* 1972)
- Marcus Miller (* 1959)
- Charles Mingus (1922–1979)
- Red Mitchell (1927–1992)
- Buschi Niebergall (1938–1990)
- Walter Page (1900–1957)
- Jaco Pastorius (1951–1987)
- John Patitucci (* 1959)
- Niels-Henning Ørsted Pedersen (1946–2005)
- Oscar Pettiford (1922–1960)
- Barre Phillips (1934–2024)
- Pino Presti (* 1943)
- Rufus Reid (* 1944)
- Steve Rodby (* 1954)
- Arvell Shaw (1923–2002)
- John Simmons (1918–1979)
- Slam Stewart (1914–1987)
- Steve Swallow (* 1940)
- Peter Trunk (1936–1973)
- Miroslav Vitouš (* 1947)
- Eberhard Weber (* 1940)
- Buster Williams (* 1942)
- David Friesen (* 1942)
- Gary Willis (* 1957)
- Eugene Wright (1923–2020)
- Gary Todd (* 1944)

### Cello
- Fred Katz (1919–2013)
- Ernst Reijseger (* 1954)
- Erik Friedlander (* 1960)
- Oscar Pettiford (1922–1960)

### Flöte
- Eric Dolphy (1928–1964)
- Joe Farrell (1937–1986)
- Chris Hinze (* 1938)
- Paul Horn (1930–2014)
- Bobby Jaspar (1926–1963)
- Rahsaan Roland Kirk (1936–1977)
- Hubert Laws (* 1939)
- Yusef Lateef (1920–2013)
- Herbie Mann (1930–2003)
- Sam Most (1930–2013)
- James Newton (* 1953)
- Johnny Pacheco (1935–2021)
- Bud Shank (1926–2009)
- Jeremy Steig (1942–2016)
- Dave Valentin (1952–2017)
- Frank Wess (1922–2013)
- Bobbi Humphrey (* 1950)

### Gitarre
- John Abercrombie (1944–2017)
- Laurindo Almeida (1917–1995)
- Derek Bailey (1930–2005)
- Billy Bauer (1915–2005)
- George Benson (* 1943)
- Hiram Bullock (1955–2008)
- Kenny Burrell (* 1931)
- Larry Carlton (* 1948)
- Philip Catherine (* 1942)
- Charlie Christian (1916–1942)
- Larry Coryell (1943–2017)
- Herb Ellis (1921–2010)
- Kevin Eubanks (* 1957)
- Tal Farlow (1921–1998)
- Bill Frisell (* 1951)
- Freddie Green (1911–1987)
- Grant Green (1935–1979)
- Tiny Grimes (1916–1989)
- Jim Hall (1930–2013)
- Gilad Hekselman (* 1983)
- Scott Henderson (* 1954)
- Allan Holdsworth (1946–2017)
- Lonnie Johnson (1899–1970)
- Ronny Jordan (1962–2014)
- Stanley Jordan (* 1959)
- Barney Kessel (1923–2004)
- Volker Kriegel (1943–2003)
- Julian Lage (* 1987)
- Biréli Lagrène (* 1966)
- Eddie Lang (1902–1933)
- Pat Martino (1944–2021)
- John McLaughlin (* 1942)
- Al Di Meola (* 1954)
- Pat Metheny (* 1954)
- Wes Montgomery (1923–1968)
- Randy Napoleon (* 1977)
- Nathen Page (1937–2003)
- Joe Pass (1929–1994)
- John Pisano (1931–2024)
- Baden Powell de Aquino (1937–2000)
- Emily Remler (1957–1990)
- Jimmy Raney (1927–1995)
- Hans Reichel (1949–2011)
- Django Reinhardt (1910–1953)
- Lee Ritenour (* 1952)
- Sal Salvador (1925–1999)
- John Scofield (* 1951)
- Sonny Sharrock (1940–1994)
- Ferenc Snétberger (* 1957)
- Mike Stern (* 1953)
- Andy Summers (* 1942)
- Chuck Wayne (1923–1997)
- Attila Zoller (1927–1998)

### Harfe
- Dorothy Ashby (1932–1986)
- Alice Coltrane (1937–2007)
- Adele Girard (1913–1993)
- Betty Glamann (1923–1990)
- Iro Haarla (* 1956)
- Anne LeBaron (* 1953)
- Zeena Parkins (* 1956)
- Casper Reardon (1907–1941)

### Horn
- Dave Amram (* 1930)
- Jimmy Buffington (1922–1981)
- Vincent Chancey (* 1950)
- Willie Ruff (1931–2023)
- Gunther Schuller (1925–2015)
- Julius Watkins (1921–1977)

### Klarinette
- Sidney Bechet (1897–1959)
- Barney Bigard (1906–1980)
- Acker Bilk (1929–2014)
- Eddie Daniels (* 1941)
- John Dankworth (1927–2010)
- Kenny Davern (1935–2006)
- Buddy DeFranco (1923–2014)
- Big Eye Louis Nelson Delisle (1885–1949)
- Johnny Dodds (1892–1940)
- Eric Dolphy (1928–1964)
- Jimmy Dorsey (1904–1957)
- Lajos Dudas (* 1941)
- Floros Floridis (* 1952)
- Pete Fountain (1930–2016)
- Benny Goodman (1909–1986)
- Jimmy Giuffre (1921–2008)
- Edmond Hall (1901–1967)
- Jimmy Hamilton (1917–1994)
- Stan Hasselgård (1922–1948)
- Woody Herman (1913–1987)
- Peanuts Hucko (1918–2003)
- Theo Jörgensmann (* 1948)
- George Lewis (1900–1968)
- Jimmie Noone (1895–1944)
- Alcide Nunez (1884–1934)
- Ernst-Ludwig Petrowsky (1933–2023)
- Alphonse Picou (1878–1961)
- Michel Portal (* 1935), Bassklarinette
- Perry Robinson (1938–2018)
- Pee Wee Russell (1906–1969)
- Louis Sclavis (* 1953)
- Tony Scott (1921–2007)
- Artie Shaw (1910–2004)
- Larry Shields (1893–1953)
- Omer Simeon (1902–1959)
- Wilbur Sweatman (1882–1961)
- Frank Teschemacher (1906–1932)
- Bob Wilber (1928–2019)

### Klavier/Piano
- Muhal Richard Abrams (1930–2017)
- Toshiko Akiyoshi (* 1929)
- Geri Allen (1957–2017)
- Albert Ammons (1907–1949)
- Maria Baptist (* 1971)
- Kenny Barron (* 1943)
- Count Basie (1904–1984)
- José Manuel Jiménez Berroa (1855–1917)
- Eubie Blake (1887–1983)
- Paul Bley (1932–2016)
- Carla Bley (1936–2023)
- James Booker (1939–1983)
- Dollar Brand (heute Abdullah Ibrahim) (* 1934)
- Dave Brubeck (1920–2012)
- Rainer Brüninghaus (* 1949)
- Michel Camilo (* 1954)
- Sonny Clark (1931–1963)
- Nat King Cole (1919–1965)
- Alice Coltrane (1937–2007)
- Chick Corea (1941–2021)
- Wolfgang Dauner (1935–2020)
- Eumir Deodato (* 1942)
- Kenny Drew senior (1928–1993)
- George Duke (1946–2013)
- Eliane Elias (* 1960)
- Duke Ellington (1899–1974)
- Bill Evans (1929–1980)
- Tommy Flanagan (1930–2001)
- Red Garland (1923–1984)
- Erroll Garner (1921–1977)
- George Gruntz (1932–2013)
- Vince Guaraldi (1928–1976)
- Friedrich Gulda (1930–2000)
- Ulrich Gumpert (* 1945)
- Harry P. Guy (1870–1950)
- Herbie Hancock (* 1940)
- Hampton Hawes (1928–1977)
- Fred Hersch (* 1955)
- Eddie Higgins (1932–2009)
- Andrew Hill (1931–2007)
- Jasper van’t Hof (* 1947)
- Earl Hines (1903–1983)
- Abdullah Ibrahim (davor als Dollar Brand) (* 1934)
- Ahmad Jamal (1930–2023)
- Bob James (* 1939)
- Keith Jarrett (* 1945)
- James P. Johnson (1894–1955)
- Pete Johnson (1904–1967)
- Hank Jones (1918–2010)
- Scott Joplin (1867/68–1917)
- Wynton Kelly (1931–1971)
- Krzysztof Komeda (1931–1969)
- Diana Krall (* 1964)
- Joachim Kühn (* 1944)
- Thierry Lang (* 1956)
- John Lewis (1920–2001)
- Ramsey Lewis (1935–2022)
- Meade Lux Lewis (1905–1964)
- Dodo Marmarosa (1925–2002)
- Ellis Marsalis (1934–2020)
- Lyle Mays (1953–2020)
- Les McCann (1935–2023)
- Chris McGregor (1936–1990)
- Marian McPartland (1918–2013)
- John Mehegan (1920–1984)
- Brad Mehldau (* 1970)
- Thelonious Monk (1917–1982)
- Jelly Roll Morton (1885–1941)
- Phineas Newborn (1931–1989)
- Herbie Nichols (1919–1963)
- Walter Norris (1931–2011)
- Oscar Peterson (1925–2007)
- Christof Sänger (* 1962)
- Michel Petrucciani (1962–1999)
- Bud Powell (1924–1966)
- André Previn (1929–2019)
- Sun Ra (1914–1993)
- Iiro Rantala (* 1970)
- George Russell (1923–2009)
- Joe Sample (1939–2014)
- Alexander von Schlippenbach (* 1938)
- Irène Schweizer (1941–2024)
- George Shearing (1919–2011)
- Horace Silver (1928–2014)
- Willie The Lion Smith (1893–1973)
- Bobo Stenson (* 1944)
- Esbjörn Svensson (1964–2008)
- Horace Tapscott (1934–1999)
- Art Tatum (1909–1956)
- Cecil Taylor (1929–2018)
- John Taylor (1942–2015)
- Keith Tippett (1947–2020)
- Lennie Tristano (1919–1978)
- McCoy Tyner (1938–2020)
- Mal Waldron (1925–2002)
- Thomas „Fats“ Waller (1904–1943)
- Eric Watson (* 1955)
- Gerald Wiggins (1922–2008)
- Mary Lou Williams (1910–1981)
- Teddy Wilson (1912–1986)
- Michael Wollny (* 1978)
- Jimmy Yancey (1898–1951)
- Aziza Mustafa Zadeh (* 1969)
- Joe Zawinul (1932–2007)

### Mundharmonika
- Larry Adler (1914–2001)
- Chris Bauer (* 1960)
- Bruno De Filippi (1930–2010)
- Howard Levy (* 1951)
- Toots Thielemans (1922–2016)

### Orgel
- Brian Auger (* 1939)
- Joey DeFrancesco (1971–2022)
- Barbara Dennerlein (* 1964) (auch Synthesizer)
- Bill Doggett (1916–1996)
- Charles Earland (1941–1999)
- Ulrich Gumpert (* 1945)
- Ingfried Hoffmann (* 1935)
- Richard Holmes (1931–1991)
- Jimmy McGriff (1936–2008)
- John Patton (1935–2002)
- Sun Ra (1914–1993)
- Dieter Reith (1938–2020)
- Rhoda Scott (* 1938)
- Jimmy Smith (1928–2005)
- Larry Young (1940–1978)

### Percussion
- Ray Barretto (1929–2006)
- Cándido Camero (1921–2020)
- Max Klaas (* 1993)
- Rhani Krija (* 1971)
- Pete Lockett (* 1963)
- Airto Moreira (* 1941)
- Roland Peil (* 1967)
- Tito Puente (1923–2000)
- Mongo Santamaría (1922–2003)
- Naná Vasconcelos (1944–2016)

### Posaune
- Ray Anderson (* 1952)
- Chris Barber (1930–2021)
- Conny Bauer (* 1943)
- Johannes Bauer (1954–2016)
- Milt Bernhart (1926–2004)
- Bob Brookmeyer (1929–2011)
- Lawrence Brown (1907–1988)
- George Brunies (1902–1974)
- Jimmy Cleveland (1926–2008)
- Marty Cook (* 1947)
- Vic Dickenson (1906–1984)
- Tommy Dorsey (1905–1956)
- Robin Eubanks (* 1955)
- Carl Fontana (1928–2003)
- Curtis Fuller (1934–2021)
- Charlie Green (um 1895–1936)
- Urbie Green (1926–2018)
- Bill Harris (1916–1973)
- Jimmy Harrison (1900–1931)
- Conrad Herwig (* 1959)
- J. C. Higginbotham (1906–1973)
- Quentin Jackson (1909–1976)
- J. J. Johnson (Jay Jay Johnson) (1924–2001)
- Nils Landgren (* 1956)
- Albert Mangelsdorff (1928–2005)
- Glenn Miller (1904–1944)
- Miff Mole (1898–1961)
- Grachan Moncur III (1937–2022)
- James Morrison (* 1962)
- Benny Morton (1907–1985)
- Christian Muthspiel (* 1962)
- Tricky Sam Nanton (1904–1946)
- Ludwig Nuss (* 1961)
- Kid Ory (1886–1973)
- Rico Rodriguez (1934–2015)
- Frank Rosolino (1926–1978)
- Roswell Rudd (1935–2017)
- Jack Teagarden (1905–1964)
- Juan Tizol (1900–1984)
- Trombone Shorty (* 1986)
- Steve Turré (* 1948)
- Bill Watrous (1939–2018)
- Dicky Wells (1907–1985)
- Jiggs Whigham (* 1943)
- Kai Winding (1922–1983)
- Nils Wogram (* 1972)
- Britt Woodman (1920–2000)

### Saxophon
- Pepper Adams (1930–1986), Bariton
- Julian Adderley (1928–1975), Alt
- Marshall Allen (* 1924), Alt
- Gene Ammons (1925–1974), Tenor
- Albert Ayler (1936–1970), Alt, Tenor
- Ab Baars (* 1955), Tenor, Klarinette
- Gato Barbieri (1932–2016), Tenor
- Sidney Bechet (1897–1959), Sopran
- Helmut Brandt (1931–2001), Bariton
- Anthony Braxton (* 1945), Alt
- Michael Brecker (1949–2007), Tenor
- Willem Breuker (1944–2010), alle Saxofone, Komponist, Arrangeur
- Peter Brötzmann (1941–2023), Alt, Tenor, Bass
- Don Byas (1912–1972), Tenor
- Harry Carney (1910–1974), Bariton
- Benny Carter (1907–2003), Alt
- James Carter (* 1969), alle Saxofone
- Serge Chaloff (1923–1957), Bariton
- Al Cohn (1925–1988), Tenor
- Ornette Coleman (1930–2015), Alt
- Steve Coleman (* 1956), Alt
- John Coltrane (1926–1967), Tenor, Sopran, Flöte
- László Dés (* 1954), Sopran
- Paul Desmond (1924–1977), Alt
- Manu Dibango (1933–2020), Tenor
- Klaus Doldinger (* 1936), Sopran, Tenor, Klarinette
- Eric Dolphy (1928–1964), Alt, Flöte, Bassklarinette
- Candy Dulfer (* 1969), Alt
- Hans Dulfer (* 1940), Tenor
- Richard Elliot (* 1964), Tenor
- Bud Freeman (1906–1991), Tenor
- Kenny G (* 1956), Sopran
- Jan Garbarek (* 1947), Tenor, Sopran
- Kenny Garrett (* 1960), Alt
- Herb Geller (1928–2013), Alt
- Stan Getz (1927–1991), Tenor
- Jimmy Giuffre (1921–2008), Tenor, Bariton, Klarinette
- Benny Golson (1929–2024), Tenor
- Dexter Gordon (1923–1990), Tenor
- Wardell Gray (1921–1955), Tenor
- Max Greger (1926–2015)
- Johnny Griffin (1928–2008), Tenor
- Coleman Hawkins (1904–1969), Tenor
- Joe Henderson (1937–2001), Tenor
- Johnny Hodges (1906–1970), Alt
- Bill Holman (1927–2024), Tenor
- Richard Howell (* 1953), alle Saxofone
- Boney James (* 1961), Tenor, Alt, Sopran
- Kidd Jordan (1935–2023), Alt und andere
- Louis Jordan (1908–1975), Alt
- Peter King (1940–2020), Alt, Tenor
- Rahsaan Roland Kirk (1936–1977), alle Saxofone
- Hans Koller (1921–2003), Tenor, auch Sopran, Alt, Sopranino
- Lee Konitz (1927–2020), Alt
- Dave Koz (* 1963), Alt, Sopran, Tenor, Bariton
- Steve Lacy (1934–2004), Sopransaxophon
- Tony Lakatos (* 1958), Sopran, Tenor
- Yusef Lateef (1920–2013), Tenor, Alt
- Christof Lauer (* 1953), Tenor
- David Liebman (* 1946), Tenor, Sopran
- Joe Lovano (* 1952), Tenor
- Emil Mangelsdorff (1925–2022)
- Charlie Mariano (1923–2009), Alt
- Branford Marsalis (* 1960), Tenor, Sopran
- Warne Marsh (1927–1987), Tenor
- Bennie Maupin (* 1940)
- Jackie McLean (1931–2006), Alt
- Bob Mintzer (* 1953), Tenor
- Hank Mobley (1930–1986), Tenor
- Gerry Mulligan (1927–1996), Bariton
- Mike Murley (* 1961), Tenor, Sopran
- David Murray (* 1955)
- Max Nagl (* 1960)
- Rolf von Nordenskjöld (* 1957), Bariton
- Charlie Parker (1920–1955), Alt
- Evan Parker (* 1944), Tenor, Sopran
- Maceo Parker (* 1943), Alt
- Art Pepper (1925–1982), Alt
- Ernst-Ludwig Petrowsky (1933–2023)
- Michel Portal (* 1935), Tenor, Sopran, Alt
- Boyd Raeburn (1913–1966), Bass
- Dewey Redman (1931–2006), Tenor
- Joshua Redman (* 1969), Tenor
- Adrian Rollini (1903–1956), Bass, Bariton
- Sonny Rollins (* 1930), Tenor
- David Sanborn (1945–2024), Alt
- Pharoah Sanders (1940–2022), Tenor
- Michael Schulz (* 1963), Tenor, Bariton
- Bud Shank (1926–2009), Alt, Bariton
- Archie Shepp (* 1937), Tenor
- Wayne Shorter (1933–2023), Tenor, Sopran
- Zoot Sims (1925–1985), Tenor
- Larry Smith (1943–2023)
- Sonny Stitt (1924–1982), Alt, Tenor
- John Surman (* 1944)
- Barbara Thompson (1944–2022)
- Ken Vandermark (* 1964)
- Earle Warren (1914–1994), Alt
- Grover Washington Jr. (1943–1999)
- Monty Waters (1938–2008), Alt, Flöte
- Ben Webster (1909–1973), Tenor
- Phil Woods (1931–2015), Alt
- Lester Young (1909–1959), Tenor
- John Zorn (* 1953), Alt

### Schlagzeug
- Paul Barbarin (1899–1969)
- Louie Bellson (1924–2009)
- Jim Black (* 1967)
- Ed Blackwell (1929–1992)
- Art Blakey (1919–1990)
- Frank Capp (1931–2017)
- Big Sid Catlett (1910–1951)
- Kenny Clarke (1914–1985)
- Billy Cobham (* 1944)
- Cozy Cole (1906–1981)
- Jack DeJohnette (* 1942)
- Baby Dodds (1898–1959)
- Peter Erskine (* 1954)
- Sonny Greer (1895–1982)
- Della Griffin (1922–2022)
- Wolfgang Haffner (* 1965)
- Chico Hamilton (1921–2013)
- Roy Haynes (1925–2024)
- Billy Higgins (1936–2001)
- Daniel Humair (* 1938)
- Walter Johnson (1904–1977)
- Elvin Jones (1927–2004)
- Jo Jones (1911–1985)
- Philly Joe Jones (1923–1985)
- Connie Kay (1927–1994)
- Gene Krupa (1909–1973)
- Pete La Roca (1938–2012)
- Machito (1912–1984)
- Shelly Manne (1920–1984)
- Butch Miles (1944–2023)
- Joe Morello (1928–2011)
- Airto Moreira (* 1941)
- Alphonse Mouzon (1948–2016)
- Don Moye (* 1946)
- Mickey Neher (* 1966)
- Chano Pozo (1915–1948)
- Tito Puente (1923–2000)
- Buddy Rich (1917–1987)
- Max Roach (1924–2007)
- Antonio Sánchez (* 1971)
- Mongo Santamaría (1922–2003)
- Zutty Singleton (1898–1975)
- Charlie Smith (1927–1966)
- Ed Thigpen (1930–2010)
- Cal Tjader (1925–1982), Bongos
- Dave Tough (1907–1948)
- Chick Webb (1905–1939)
- Dave Weckl (* 1960)
- Klaus Weiss  (1942–2008)
- Paul Wertico (* 1953)
- Tony Williams (1945–1997)
- Pete York (* 1942)

### Trompete,FlügelhornundKornett
- Nat Adderley (1931–2000)
- Henry Red Allen (1908–1967)
- Louis Armstrong (1901–1971)
- Kenny Ball (1930–2013)
- Chet Baker (1929–1988)
- Bix Beiderbecke (1903–1931)
- Bunny Berigan (1908–1942)
- Terence Blanchard (* 1962)
- Buddy Bolden (1877–1931)
- Chris Botti (* 1962)
- Lester Bowie (1941–1999)
- Ruby Braff (1927–2003)
- Clifford Brown (1930–1956)
- Till Brönner (* 1971)
- Donald Byrd (1932–2013)
- Baikida Carroll (* 1947)
- Don Cherry (1936–1995)
- Miles Davis (1926–1991)
- Sidney de Paris (1905–1967)
- Kenny Dorham (1924–1972)
- Sweets Edison (1915–1999)
- Roy Eldridge (1911–1989)
- Don Ellis (1934–1978)
- Jon Faddis (* 1953)
- Art Farmer (1928–1999)
- Maynard Ferguson (1928–2006)
- Dizzy Gillespie (1917–1993)
- Bobby Hackett (1915–1976)
- Wilbur Harden (1924–1969)
- Bill Hardman (1933–1990)
- Roy Hargrove (1969–2018)
- Thomas Heberer (* 1965)
- Terumasa Hino (* 1942)
- Freddie Hubbard (1938–2008)
- Bunk Johnson (1879–1949)
- Jonah Jones (1908–2000)
- Freddie Keppard (1890–1933)
- Tommy Ladnier (1900–1939)
- Jimmy LaRocca (1939–2023)
- Nick LaRocca (1889–1961)
- Booker Little (1938–1961)
- Humphrey Lyttelton (1921–2008)
- Wynton Marsalis (* 1961)
- John Marshall (1952–2025)
- Howard McGhee (1918–1987)
- Jimmy McPartland (1907–1991)
- Bubber Miley (1903–1932)
- Blue Mitchell (1930–1979)
- Nils Petter Molvær (* 1960)
- Lee Morgan (1938–1972)
- Ray Nance (1913–1976)
- Fats Navarro (1923–1950)
- Joe King Oliver (1885–1938)
- Hot Lips Page (1908–1954)
- Red Rodney (1927–1994)
- Shorty Rogers (1924–1994)
- Wallace Roney (1960–2020)
- Arturo Sandoval (* 1949)
- Charlie Shavers (1917–1971)
- Woody Shaw (1944–1989)
- Muggsy Spanier (1901–1967)
- Tomasz Stańko (1942–2018)
- Rex Stewart (1907–1967)
- Markus Stockhausen (* 1957)
- Clark Terry (1920–2015)
- Oscar Valdambrini (1924–1997)
- Eric Vloeimans (* 1963)
- Cuong Vu (* 1969)
- Kenny Wheeler (1930–2014)
- Cootie Williams (1911–1985)

### Tuba
- Pete Briggs (1904–?)
- Michel Godard (* 1960) (Serpent)
- Howard Johnson (1941–2021)
- Pinguin Moschner (* 1956)
- Bob Stewart (* 1945) („the man who never stops“)

### Vibraphon
- Roy Ayers (1940–2025)
- Paul Barbarin (1899–1969)
- Gary Burton (* 1943)
- Teddy Charles (1928–2012)
- Walt Dickerson (1931–2008)
- David Friedman (* 1944)
- Terry Gibbs (* 1924)
- Lionel Hampton (1908–2002)
- Gunter Hampel (* 1937)
- Bobby Hutcherson (1941–2016)
- Milt Jackson (1923–1999)
- Wolfgang Lackerschmid (* 1956)
- Johnny Lytle (1932–1995)
- Mike Mainieri (* 1938)
- Red Norvo (1908–1999)
- Dave Pike (1938–2015)
- Dave Samuels (1948–2019)
- Cal Tjader (1925–1982)

### Violine
- Norbert Cohn (1904–1989)
- Stéphane Grappelli (1908–1997)
- Don Sugarcane Harris (1938–1999)
- Leroy Jenkins (1932–2007)
- Harald Kimmig (* 1956)
- Didier Lockwood (1956–2018)
- Ray Nance (1913–1976)
- Armand Piron (1888–1943)
- Jean-Luc Ponty (* 1942)
- Michael Radanovics (* 1958)
- Zbigniew Seifert (1946–1979)
- Stuff Smith (1909–1967)
- Adam Taubitz (* 1967)
- Michał Urbaniak (* 1943)
- Joe Venuti (1894–1978)
- Helmut Zacharias (1920–2002)

### Multi-Instrumentalisten
- Marshall Allen (* 1924), (Alt-Saxophon, Flöte, Klarinette, E.V.I., Oboe, Kora)
- Sidney Bechet (1897–1959), (Klarinette, Sopran-Saxophon, Trompete, Bass, Schlagzeug)
- Jaki Byard (1922–1999), (Altsaxophon, Klavier)
- Benny Carter (1907–2003), (Altsaxophon, Trompete)
- Jacob Collier (* 1994)
- Eric Dolphy (1928–1964), (Bassklarinette, Klarinette, Flöte, Altsaxophon)
- Don Francks (1932–2016), (Gesang, Schlagzeug, Posaune, Flöte)
- Jimmy Giuffre (1921–2008), (Saxophon, Klarinette, Flöte)
- Gunter Hampel (* 1937), (Vibraphon, Bassklarinette, Flöte)
- Yusef Lateef (1920–2013), (Tenorsaxophon, Flöte, Oboe und andere Holzblasinstrumente)
- Mark Ledford (1960–2004), (Gesang, Trompete, Gitarre, Schlagzeug)
- Pepe Lienhard (* 1946), (Sopran-, Tenor- und Altsaxophon, Posaune, Klarinette, verschiedene Flöten, Gesang)
- Bennie Maupin (* 1940),  (Saxophon, Klarinette, Flöte)
- David Moss (* 1949), (Gesang, Schlagzeug, elektronische Instrumente)
- James Morrison (* 1962), (Posaune, Euphonium, Flügelhorn, Saxophon, Klavier und elektronische Trompete)
- Ray Nance (1913–1976), (Trompete, Violine)
- Ernst-Ludwig Petrowsky (1933–2023),  (Saxophon, Klarinette, Flöte)
- Sun Ra (1914–1993)
- Adrian Rollini (1903–1956), Saxophon, Couesnophon, Klavier, Xylophon und viele andere
- Ira Sullivan (1931–2020), (verschiedene Holz- und Blechblasinstrument)
- John Surman (* 1944), (Saxophone, Klarinette, Klavier, Synthesizer)
- Frank Wess (1922–2013), (Saxophone, Flöte)